# Goodreads
Goodreads es una comunidad virtual de catalogación de lecturas lanzada como el proyecto privado del programador independiente y emprendedor Otis Chandler en 2006, actualmente subsidiaria de Amazon.
Esta página web permite a los usuarios darse de alta y seleccionar libros del catálogo de la propia página para crear sus propias «estanterías digitales» en su perfil y listas de lecturas. También permite a sus miembros crear sus propios grupos de sugerencia y discusión de libros y autores. 
En diciembre de 2007, el sitio había superado los 650 000 miembros y los 10 000 000 de libros añadidos. En julio de 2012, el sitio declaró tener 10 millones de miembros, 20 millones de visitas mensuales y 30 trabajadores.

## Historia
Goodreads se puso en marcha en 2006 y durante el primer año de funcionamiento funcionó sin fondos formales hasta que en diciembre de 2007 recibió una inversión relativamente modesta estimada en 750 000 USD de un ángel inversor. Con esta financiación funcionaron hasta 2009, cuando Goodreads recibió dos millones de dólares de True Ventures. En octubre de 2010 la compañía abrió su API a los desarrolladores para que usen sus índices de audiencia y su base de datos de libros, por lo que además es una buena fuente de información para proyectos similares.
En 2011 la red ya contaba con cinco millones de miembros.
En octubre de 2012, Goodreads anunció que su membresía había alcanzado ya los 11 millones de miembros con 395 000 libros puntuados y más de veinte mil clubs de lectura creados por sus propios usuarios.

## Características

### Catalogación
Goodreads se distingue por un sistema de puntuación que permite al usuario otorgar a cada libro una calificación de entre una y cinco estrellas, con la opción de acompañarla con una opinión escrita. La página también permite a sus miembros crear sus propias estanterías de títulos para ordenar sus libros leídos por categorías e hilos de discusión y grupos de miembros en los que poder contactar con otras personas para hablar acerca de temas generales o específicos.[cita requerida]

### Comunidad
Otro de los aspectos más interesantes del sitio es la comunidad, ya que se ofrece la posibilidad de conectar con otras personas. Permite a los lectores conocer novedades, libros destacados y otros usuarios con gustos similares. Asimismo, como una comunidad abierta, da la opción a los autores de crear sus perfiles y publicar sus propios libros (enlace roto disponible en Internet Archive; véase el historial, la primera versión y la última). para así mostrar permanentemente actualizaciones sobre sus trabajos actuales.

### Recomendaciones
En 2011, Goodreads estrenó una de sus funcionalidades más interesantes, un algoritmo para recomendar nuevos libros a los usuarios registrados que hubieran puntuado un mínimo de libros ya leídos. El editor del The New Yorker Macy Halford descubrió que el algoritmo no era perfecto, el número de libros necesario para lograr recomendaciones acertadas era tan grande que "Para cuando hubiera leído la mitad de los que son necesarios, mis preferencias de lectura habrían cambiado y tendría que empezar de nuevo". Actualmente basta con haber calificado un mínimo de 20 libros leídos para obtener recomendaciones personalizadas.

### Títulos
En el catálogo de la página se puede encontrar prácticamente cualquier libro que se haya editado. Los usuarios pueden añadir libros que no encuentren en la base de datos y los autores pueden añadir sus propios libros.
Existe también la posibilidad de descubrir nuevos títulos y de adquirirlos fácilmente a través de enlaces bien ubicados que enlazan con las mayores tiendas digitales de internet, donde se pueden adquirir los libros dependiendo de la ubicación del comprador y del formato que se desee descargar.
Además de agregar los títulos al perfil en la propia página se puede sincronizar con Facebook para que actualice automáticamente las lecturas recientes.

## Críticas
Goodreads ha recibido críticas de usuarios acerca de la disponibilidad y el tipo de las opiniones publicadas en la página. Algunos usuarios indicaron que algunos comentarios alentaban al ataque y acoso de autores, como el ocurrido con Elizabeth Gilbert, que canceló la publicación de un libro ante la avalancha de críticas vertidas en la plataforma. En respuesta a las críticas publicadas por varios miembros y sitios web, Goodreads publicó las condiciones de uso en agosto de 2012 para aclarar estos problemas y tranquilizar a los usuarios de la página.

## Goodreads Choice Awards
Los Goodreads Choice Awards son premios entregados anualmente donde los usuarios de Goodreads votan por su libro favorito para cada categoría.
| Año  | Mejor ficción                                  | Mejor no ficción                                                           | Mejor misterio y triller                | Mejor fantasía                            | Mejor ciencia ficción                             | Mejor romance                                | Mejor ficción para jóvenes adultos         | Mejor novela gráfica                       | Mejor literatura infantil            | Mejor ficción histórica              | Mejor poesía                         | Mejor histórico y biográfico                                                      | Mejor memoria y autobiográfico      | Mejor humor                                       | Mejor fantasía para jóvenes adultos | Mejor debut de un autor                   | Mejor horror                                  |
| ---- | ---------------------------------------------- | -------------------------------------------------------------------------- | --------------------------------------- | ----------------------------------------- | ------------------------------------------------- | -------------------------------------------- | ------------------------------------------ | ------------------------------------------ | ------------------------------------ | ------------------------------------ | ------------------------------------ | --------------------------------------------------------------------------------- | ----------------------------------- | ------------------------------------------------- | ----------------------------------- | ----------------------------------------- | --------------------------------------------- |
| 2021 | Beautiful World, Where Are You de Sally Rooney | The Anthropocene Reviewed: Essays on a Human-Centered Planet de John Green | The Last Thing He Told Me de Laura Dave | A Court of Silver Flames de Sarah J. Maas | Project Hail Mary de Andy Weir                    | People We Meet on Vacation de Emily Henry    | Fire Keeper's Daughter de Angeline Boulley | Lore Olympus de Rachel Smythe              | Daughter of the Deep de Rick Riordan | Malibu Rising de Taylor Jenkins Reid | The Hill We Clim de Amanda Gorman    | Empire of Pain: The Secret History of the Sackler Dynasty de Patrick Radden Keefe | Crying in H Mart de Michelle Zauner | Broken (in the Best Possible Way) de Jenny Lawson | Rule of Wolves de Leigh Bardugo     | The Spanish Love Deception de Elena Armas | The Final Girl Support Group de Grady Hendrix |
| 2020 | The Midnight Library de Matt Haig              | Stamped: Racism, Antiracism, and You de Jason Reynolds y Ibram X. Kendi    | The Guest List de Lucy Foley            | House of Earth and Blood de Sarah J. Maas | To Sleep in a Sea of Stars de Christopher Paolini | From Blood and Ash de Jennifer L. Armentrout | Clap When You Land de Elizabeth Acevedo    | Heartstopper: Volume Three de Alice Oseman | The Tower of Nero de Rick Riordan    | The Vanishing Half de Brit Bennett   | Dearly: New Poems de Margaret Atwood | Caste: The Origins of Our Discontents de Isabel Wilkerson                         | A Promised Land de Barack Obama     | Strange Planet de Nathan W. Pyle                  | The Queen of Nothing de Holly Black | Such a Fun Age de Kiley Reid              | Mexican Gothic de Silvia Moreno-Garcia        |